# Franco Menichelli
Franco Menichelli (* 3. August 1941 in Rom) ist ein ehemaliger italienischer Kunstturner. Der Olympiasieger von 1964 gehörte zu den wenigen Turnern, die in den 1960er Jahren mit den sowjetischen und japanischen Sportlern mithalten konnten.

## Karriere
Menichelli trainierte ab 1958 unter dem Schweizer Olympiasieger Jack Günthard. Mit 19 Jahren nahm er an den Olympischen Spielen 1960 in seiner Heimatstadt Rom teil. Er gewann zwei Bronzemedaillen: am Boden und mit der Mannschaft. Bei der Europameisterschaft 1961 gewann er die Bodenübung. 1962 bei der Turnweltmeisterschaft wurde er am Boden Dritter. Bei der Europameisterschaft 1963 verteidigte er seinen Titel am Boden.
In Tokio bei den Olympischen Spielen 1964 gewann er Gold am Boden, Silber an den Ringen und Bronze am Barren. Im Dezember 1965 gewann Menichelli in Varese zum vierten Mal den italienischen Meistertitel im Mehrkampf. Bei der Europameisterschaft 1965 siegte er im Zwölfkampf, am Reck und an den Ringen; am Boden wurde er zum dritten Mal in Folge Europameister. 1967 gewann er noch einmal Silber am Boden. An den Olympischen Spielen 1968 konnte er wegen Verletzung nicht teilnehmen.
Menichelli trat als erster Bodenturner in kurzen Hosen an, um mehr Bewegungsfreiheit zu haben. Nach seiner Karriere beendete er sein Sportstudium. 1972 wurde er Trainer der italienischen Nationalmannschaft. Im Jahr 2003 wurde er in die International Gymnastics Hall of Fame aufgenommen.
Nach ihm wurde ein Turnelement benannt, das er erstmals 1960 in Rom gezeigt hatte: ein einbeinig abgesprungener Flickflack, bei dem die Beine quergespreizt werden.
Sein Bruder Giampaolo Menichelli (* 1938) war Fußballprofi beim AS Rom und bei Juventus Turin und nahm 1962 mit Italien an der Fußball-Weltmeisterschaft in Chile teil.

## Platzierungen
- Olympische Sommerspiele 1960 in Rom
  - Platz 10 im Zwölfkampf
  - Platz 3 am Boden
  - Platz 3 mit der Mannschaft

- Europameisterschaft 1961 in Luxemburg
  - Platz 1 am Boden
  - Platz 2 im Pferdsprung hinter Giovanni Carminucci
  - Platz 3 am Barren

- Weltmeisterschaft 1962 in Prag
  - Platz 3 am Boden

- Europameisterschaft 1963 in Belgrad
  - Platz 1 am Boden
  - Platz 3 am Barren

- Olympische Sommerspiele 1964 in Tokio
  - Platz 5 im Zwölfkampf
  - Platz 1 am Boden
  - Platz 2 an den Ringen hinter Takuji Hayata
  - Platz 3 am Barren
  - Platz 4 mit der Mannschaft

- Europameisterschaft 1965 in Antwerpen
  - Platz 1 im Zwölfkampf
  - Platz 1 am Boden
  - Platz 1 an den Ringen
  - Platz 1 am Reck
  - Platz 2 am Barren hinter Miroslav Cerar

- Weltmeisterschaft 1966 in Dortmund
  - Platz 3 am Boden
  - Platz 3 an den Ringen

- Europameisterschaft 1967 in Tampere
  - Platz 3 im Zwölfkampf
  - Platz 2 am Boden hinter Lasse Laine
  - Platz 2 am Barren hinter Michail Woronin
  - Platz 3 am Reck